# Banane in pigiama
Banane in pigiama (Bananas in Pyjamas) è una serie televisiva animata australiana del andata in onda dal 1992 al 2001.

## Personaggi
- Banane in pigiama: imbranate, pasticcione, ma che sanno aiutare i loro amici.
- B1  (banana 1)
- B2  (banana 2)
- il canguro Topsy: un canguro un po' pauroso e giocherellone.
- il topo Rat: è scherzoso e a volte è dispettoso.
- l'orsetto Lulu: Lulu si mette d'accordo con Amy e certe volte con Morgan.
- l'orsetto Amy: è saggia e certe volte vuole dare delle lezioni ai suoi amici.
- l'orsetto Morgan: è giocherellone, va molto d'accordo con le Banane, ma certe volte si arrabbia.
- il cane Bernard: un cane che si preoccupa dei suoi amici e cerca di trovare una soluzione ai problemi.
- la scimmia Charlie: si rende sempre disponibile con le Banane e ha tutto quello che serve.

## Remake
Un omonimo remake è stato sviluppato e prodotto da Southern Star Entertainment in CGI, presentata in anteprima il 2 maggio 2011 su ABC2 in Australia; è andata in onda in Italia dal 3 ottobre 2011 su Boomerang e in seguito su Cartoonito.
Presenta nuove canzoni e storie, con la presenza di nuovi personaggi, tra cui il canguro Topsy, la scimmia Charlie e il cane Bernard. Lo sviluppo della nuova serie è iniziato nel 2009 e la produzione è iniziata all'inizio del 2010.

### Personaggi e doppiatori
- B1 doppiato in originale da Ken Radley e in italiano da Daniele Raffaeli[3]
- B2 doppiato in originale da Nicky Opolski e in italiano da Alessandro Budroni
- Morgan doppiato in originale da Jeremy Scrivener e in italiano da Stefano De Filippis
- Lulu doppiata in originale da Taylor Owynns e in italiano da Ughetta d'Onorascenzo
- Amy doppiata in originale da Mary Ann Henshaw e in italiano da Germana Savo
- Rat doppiato in originale da Shane McNamara e in italiano da Alessandro Iannizzi
- Topsy doppiato in italiano da Barbara Sacchelli
- Bernard doppiato in italiano da Antonio Angrisano
- Charlie doppiato in italiano da Vittorio Stagni